# Internationaler Gewerkschaftsbund (1901–1945)
Der (historische) Internationale Gewerkschaftsbund (IGB) (englisch International Federation of Trade Unions – IFTU) war ein internationaler Gewerkschaftsdachverband.
Die Idee zur Gründung entstand auf der ersten Konferenz nationaler Gewerkschaften in Kopenhagen 1901. Beteiligt waren nationale Gewerkschaften aus Belgien, Dänemark, Deutschland, England, Finnland und Norwegen, die sich jährlich trafen und 1903, bei der Konferenz in Dublin, die Schaffung eines internationalen Sekretariats in Berlin unter Carl Legien beschlossen. Hier wurden Jahresberichte der Länder bezüglich des Handels ausgewertet. Bei der 8. Konferenz 1913 in Zürich schlug die amerikanische Delegation den Namen International Federation of Trade Unions (IFTU), vor (deutsche Bezeichnung: Internationaler Gewerkschaftsbund). Legien behielt den Vorsitz bis 1919.
Die Einzelgewerkschaften führten einen Betrag an die IFTU von anfangs 50 Pfg. (1903, pro 100 Mitglieder) bis 4 Reichsmark (1913, pro 1.000 Mitglieder) ab. In dieser Zeit traten die Gewerkschaften der Länder Holland, Österreich, Ungarn, Schweiz, Italien, Spanien, Serbien, Bulgarien, Kroatien, Bosnien, Transvaal sowie 1909 der USA bei, so dass bei Ausbruch des Ersten Weltkrieges 20 Länder vertreten waren.

## Erster Weltkrieg
Der Krieg stoppte die Entwicklung und der Informationsaustausch konnte nicht fortgesetzt werden. Die Mitglieder aus den Staaten der Entente beschlossen 1916 in Leeds ein eigenes Teilbüro für die Kriegszeit in zu etablieren. An der Konferenz in Bern am 1. Oktober 1917 konnten wiederum nur Vertreter neutraler Staaten und der Mittelmächte teilnehmen (insgesamt 16 Länder), Franzosen und Italienern wurden die Pässe verweigert und auch Belgier konnten nicht erscheinen. US-Amerikaner waren auf beiden Treffen nicht vertreten.
Das in Bern verabschiedete Programm, das auf dem Leedser Programm der Gewerkschaften der Ententestaaten aufbaute, forderte die Einführung international vereinheitlichter Arbeitsgesetze und die Etablierung einer Internationalen Arbeitsorganisation (ILO) beim Völkerbund. Weiter forderte man den Acht-Stunden-Tag und die Einrichtung staatlicher Allgemeinbildung. Dazu sollten Länder- und Gewerkschaftsvertreter ausgeglichen im zu gründenden Völkerbund vertreten sein und dieser effektiv kontrolliert werden, um Reaktion und Unterdrückung der Arbeiterklasse zu verhindern.

## 1918–1930

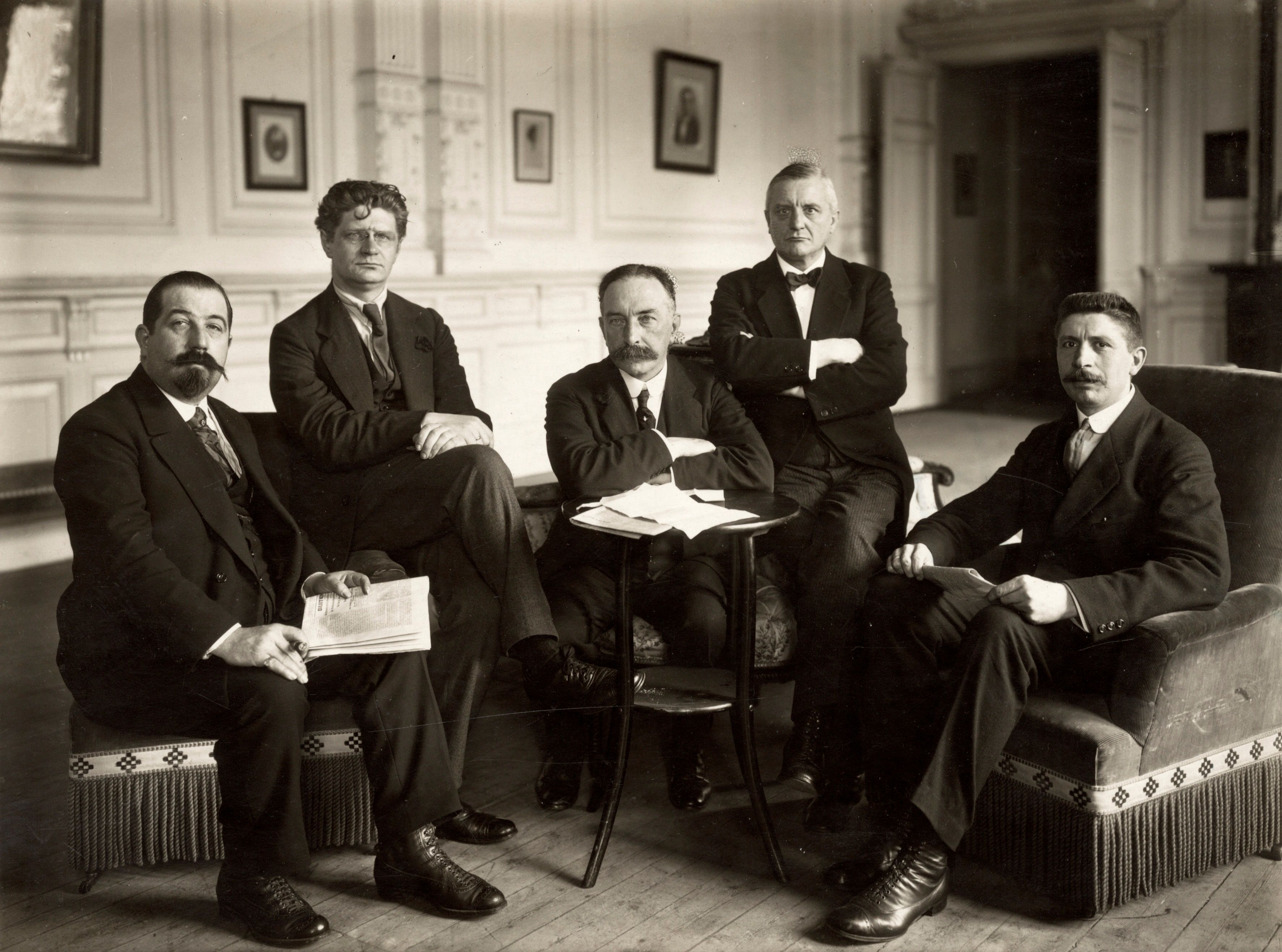
Jouhaux, Fimmen, Appleton, Oudegeest und Mertens (Amsterdam, 1919)

Auf dem Amsterdamer Kongress im August 1919, auf dem 14 Länder (außer Italien, Griechenland, Kanada und Ungarn) 18 Mio. Arbeiter vertraten, wurde beschlossen, dass die Labour Charta, nach der die neue ILO arbeitete, durch die Berner Beschlüsse ersetzt und die Blockade der Sowjetunion aufgegeben werden sollte. Die IFTU konnte sich allerdings damit nicht durchsetzen. Als Generalsekretär wurde Carl Legien durch den Niederländer Edo Fimmen abgelöst.
In den Folgejahren sah sich die IFTU Angriffen von links und rechts ausgesetzt. Die Sowjetunion schuf 1921 in Moskau die Rote Gewerkschafts-Internationale (Profintern), die ihren Konkurrenten nun die „Amsterdamer Gewerkschaftsinternationale“ nannte. Einer ihrer Generalsekretäre, Tomski, strebte eine engere Zusammenarbeit mit den Amsterdamern an, was Stalin allerdings verweigerte. Die IFTU wurde daraufhin einer Kampagne der Komintern ausgesetzt, die sie auf ihrem vierten (1922) und fünften (1924) Kongress als „reformistisch“ und gegensätzlich zu den „revolutionären Arbeitern“ darstellte. Die US-amerikanische American Federation of Labor (AFL) wiederum monierte, noch unter dem Eindruck der Palmer Raids, „revolutionäre Prinzipien“ in der Organisation, die sie nicht billigte.
Die IFTU rief zur Blockade von Miklós Horthys' Ungarn sowie zur Einigung mit der Profintern, den US-Gewerkschaften sowie den „Ländern des fernen Ostens“ auf. Letztlich arbeitete sie mit der ILO zusammen, pflegte eine sozialdemokratische Ausrichtung und akzeptierte deren Labour-Charta. Sie protestierte gegen die Ruhrbesetzung und befürwortete einen deutschen Generalstreik.
1921 vertrat sie 24 Länder mit 24 Mio. Gewerkschaftsmitgliedern und sammelte 800.000 Gulden für die russische Hungerkatastrophe in Tschuwaschien.

## Ab 1930
Das Sekretariat der IFTU bestand bis 1930 in Amsterdam, dann bis 1933 in Berlin. Mit der Machtübernahme der Nationalsozialisten wechselte es nach Paris und 1940 nach London. Die Organisation wandte sich ab 1924 gegen den Faschismus. Im Zweiten Weltkrieg unterstützte sie Flüchtlinge der Achsenmächte, beteiligte sich an Propaganda und am Untergrundkampf auf Seiten der Alliierten. 1945 wurde die IFTU unter Einbeziehung der Sowjetunion vom Weltgewerkschaftsbund (WGB, englisch: World Federation of Trade Unions (WFTU)) abgelöst. Ihre Auflösung dauerte bis 1953, während die Internationale Transportarbeiter-Föderation (ITF) bestehen blieb. Mit Beginn des Kalten Krieges spaltete sich im Jahre 1949 vom Weltgewerkschaftsbund (WGB) der nichtkommunistische Internationale Bund Freier Gewerkschaften (IBFG, englisch: International Confederation of Free Trade Unions (ICFTU)) ab.